# Maharajà

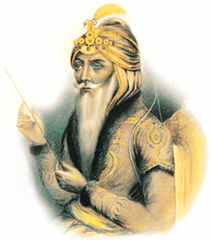
Sikh Maharajà, maharajà de Kapurthala

Maharajà (del sànscrit महाराज mahārāja, "gran rei", de mahānt, "gran" i rājan, "rei") és un títol nobiliari utilitzat pels prínceps sobirans de l'Índia, principalment pels hindús. En femení és maharaní, títol que s'utilitza tant per indicar l'esposa d'un maharajà com, en alguns estats, una dona que governa per dret propi. La vídua d'un maharajà rep el títol de rajmata. El terme maharaj indica separació d'oficines de nobles i religiosos, encara que en hindi el sufix a de maharajà sigui mut i fa que els dos títols siguin gairebé homòfons. Degut a la gran influència del sànscrit en el vocabulari de la majoria de llengües de l'Índia i Àsia, la paraula 'maharajà' s'utilitza en moltes llengües índies modernes, com l'hindi, l'oriya, el panjabi, el bengalí, el gujarati, etc.

## Subcontinent indi

### Maharajà com a títol de governant
En vigílies de la seva independència el 1947, l'Índia (inclòs l'actual Pakistan) tenia més de 600 principats, cadascun amb el seu propi governant, sovint un Raja o Thakur (si el governant era Hinduista) o Nabab (si era Musulmà), amb una sèrie de títols més corrents també. L'Imperi Britànic governava directament dues terceres part de l'Índia; la resta estava governat indirectament a través de prínceps sota la considerable influència de representants britànics, com els ministres residents (funcionaris d'estat o diplomàtics), a les seves corts.
La paraula maharajà es pot entendre simplement com a rei (com en el Jammu i Caixmir), malgrat la seva traducció literal de «gran rei». Això és degut al fet que només un pocs estats eren realment suficientment poderosos i rics perquè els seus governants fossin considerats 'grans' monarques; la resta eren principats menors, de vegades una mica més gran que ciutats o agrupacions de pobles. La paraula, malgrat tot, pot també voler dir emperador en l'ús contemporani a l'Índia.
El títol de maharajà no era massa comú abans de la colonització gradual britànica de l'Índia, durant i després de la qual molts Rajàs i altres governants hindús van veure elevat el seu rang al de maharajà, independentment que aquests nous maharajàs governessin petits estats, de vegades per alguna raó no relacionada amb la importància de l'estat que governessin, per exemple donar suport durant la Primera Guerra Mundial o la Segona Guerra Mundial. Dos Rajàs que es van convertir en maharajàs durant el segle xx van ser el Maharajà de Cochin i el llegendari Maharajà Jagatjit Singh de Kapurthala.
- Algunes variants d'aquest títol inclouen, totes combinant Maha- (gran) amb alguna forma alternativa de Raja (rei), per tant totes amb el significat de Gran Rei: Maharana (a Mewar), Maharawal (a Dungarpur / Jaisalmer), Maharawat (al Principat de Pratabgarh), Maharao (a Kotah, Bundi) i Maharaol (a Baria).
- Maharajah és una grafia nova que es deu als canvis en el temps i les migracions. Fins i tot, s'ha escurçat a Mahraj i Maraj però, sens dubte, les formes més comunes són Maharajah i Maharaj.
- Malgrat el seu significat literal, al contrari que molts altres títols que volen dir Gran Rei, ni Maharaja ni Rajadhiraja (Rei de reis), ni fins i tot el seu equivalent entre els maharajàs, Maharajadhiraja, mai van assolir el prestigi de rang imperial, encara que cadascun era sovint objecte ser inflat com a títol. En canvi, l'únic títol hindu que considerat comunament com a Emperador és Samraat o Samraj(a), una distinció personal obtinguda per un pocs governants d'antigues dinasties com els mauryes i els guptes. L'equivalent musulmà d'emperador seria el Padshah, aplicat a la dinastia mogol.

#### Salutacions d'estat

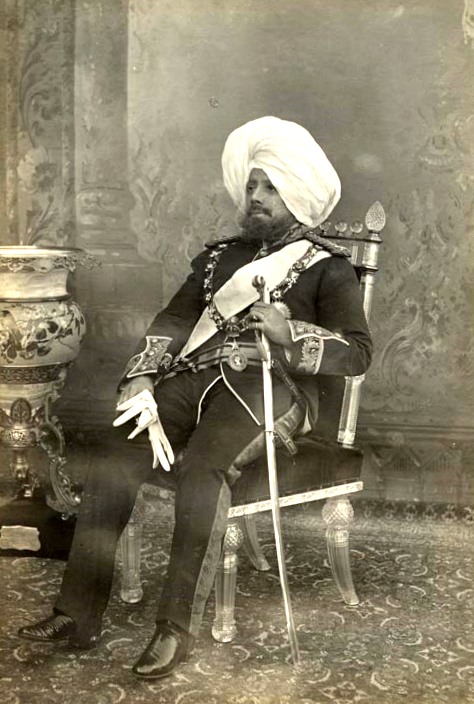
Maharajah Partab Singh del Caixmir.

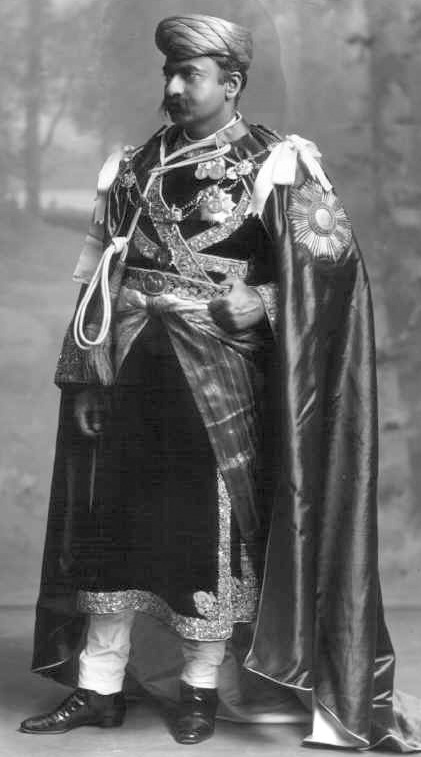
Maharaja Bhagvatsingh de Gondal.

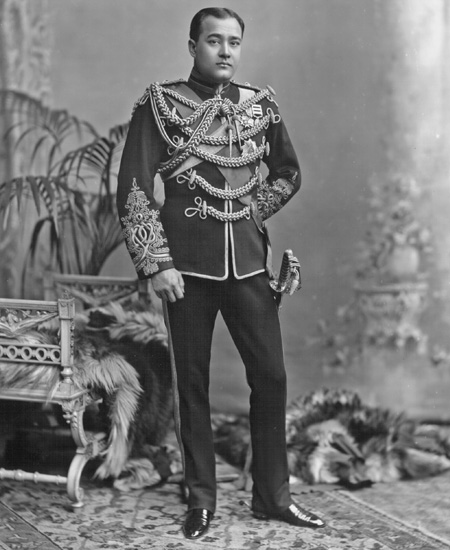
Maharaja Nripendra Narayan.

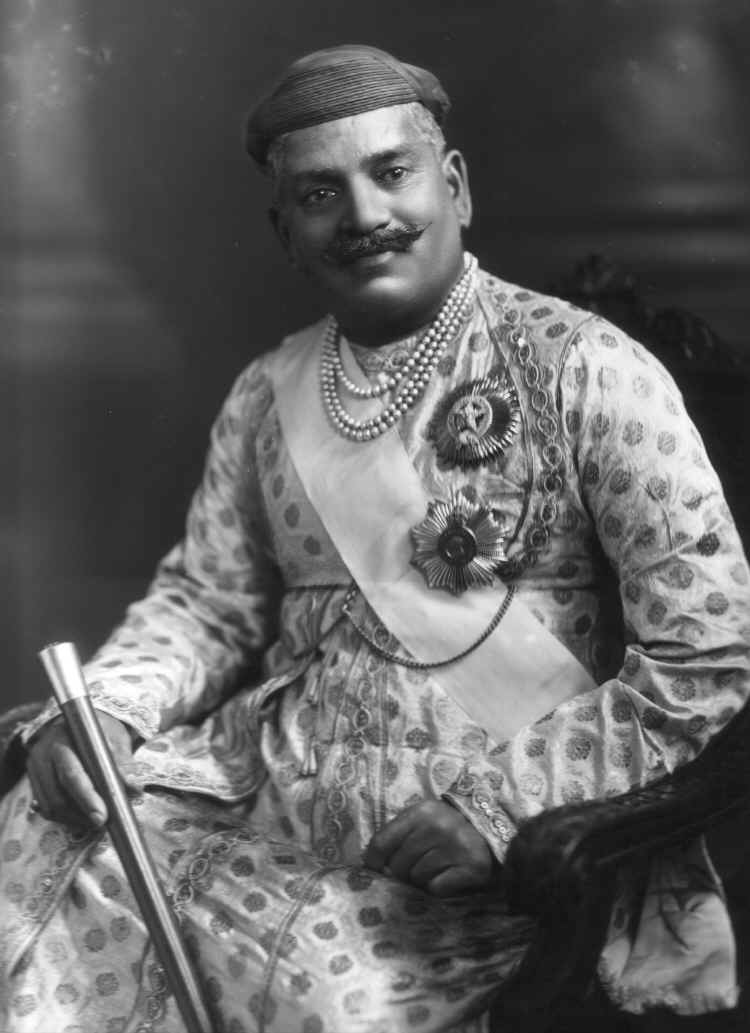
Maharaja Sayajirao Gaekwad III de Baroda.

- Salutacions hereditàries de vint-i-una canonades:[2]
  - H.E.H (Sa Eminent Altesa) El Nizam d'Hyderabad, l'estat més gran de l'Índia (només el nizam era tractat de Sa Eminent Altesa, un tracte atorgat per la prestació de serveis efectius als britànics durant del Primera Guerra Mundial)
  - H.H. el Maharajà (títol de la majoria de prínceps hindús) de Mysore
  - H.H. el Maharajà de Jammu i Caixmir
  - H.H. el Maharajà Gaekwad (un llinatge Maratha) de Baroda (en alguns estats es va convertir en costum afegir una paraula al títol principal, no per indicar cap rang sinó per indicar la seva dinastia o el seu passat)
  - H.H. el Maharajà Scindia de Gwalior

- Salutacions hereditàries de dinou canonades:
  - H.H. el Maharajà Holkar d'Indore
  - H.H. el Maharajà de Kolhapur
  - H.H. el Maharajà de Travancore

- Salutacions hereditàries de disset canonades:[2]
  - H.H. el Maharajà de Kotah
  - H.H. el Maharajà de Bharatpur
  - H.H. el Maharajà de Bikaner
  - H.H. el Maharajà de Jaipur
  - H.H. el Maharajà de Jodhpur
  - H.H. el Maharajà de Patiala
  - H.H. el Maharajà de Cochin
  - H.H. el Maharajà de Karauli
  - H.H. el Maharajà de Rewa

- Salutacions hereditàries de quinze canonades:[2]
  - H.H. el Maharajà d'Alwar
  - H.H. el Maharajà Rana de Dholpur
  - H.H. el Maharajà de Datia
  - H.H. el Maharajà de Dewas Sènior
  - H.H. el Maharajà de Dewas Júnior
  - H.H. el Maharajà de Dhar
  - H.H. el Maharajà de Idar
  - H.H. el Maharajà de Jaisalmer
  - H.H. el Maharajà de Kishangarh
  - H.H. el Maharajà de Orchha
  - H.H. el Maharajà de Sikkim (a l'himàlaia; va seguir independent quan l'Índia va obtenir la seva independència, es va unir a l'Índia el 1975)

- Salutacions hereditàries de 13 canonades:[2]
  - H.H. el Maharajà de Jind
  - H.H. el Maharajà de Kapurthala
  - H.H. el Maharajà de Benarés
  - H.H. el Maharajà de Bhavnagar
  - H.H. el Maharajà de Nabha
  - H.H. el Maharajà Jam Sahib de Navanagar
  - H.H. el Maharajà de Ratlam
  - H.H. el Maharajà de Cooch Behar
  - H.H. el Maharajà Raj Sahib de Dhrangadra-Halwad
  - H.H. el Maharaj Rana de Jhalawar
  - H.H. el Maharajà Rana Sahib de Porbandar
  - H.H. el Maharajà de Rajpipla
  - H.H. el Maharajà de Tripura

- Salutacions hereditàries d'onze canonades:[2]
  - H.H. el Maharajà de Ajaigarh
  - H.H. el Maharajà de Bijawar
  - H.H. el Maharajà de Charkhari
  - H.H. el Maharajà de Chhatarpur
  - H.H. el Maharajà de Faridkot
  - H.H. el Maharajà de Gondal
  - H.H. el Maharajà de Kangra-Lambagraon
  - H.H. el Maharajà de Morvi
  - H.H. el Maharajà de Narsinghgarh
  - H.H. el Maharajà de Panna
  - H.H. el Maharajà de Sirmur
  - H.H. el Maharajà de Tehri-Garhwal

- Salutacions hereditàries de nou canonades:
  - El Maharajà de Bansda
  - El Maharajà de Jawhar
  - El Maharajà de Kalahandi
  - El Maharajà de Lunawara
  - El Maharajà de Mayurbhanj
  - El Maharajà de Patna
  - El Maharajà de Sonepur

### Títols compostos i de dinasties governants
- Dharma-maharaja va ser el títol (comparable a Rajadharma) dels governants de la dinastia Ganga.

A l'imperi mogol era força comú atorgar a diversos prínceps (hereditaris o no) una sèrie títols elevats com una mena de rang protocol·lari.
Molts d'aquests s'elaboraven explícitament a partir de Maharajà, en el següent ordre descendent:
- Maharajadhiraja Bahadur (o Maharajadhiraj Bahadur): Gran Príncep de Prínceps, un títol honorífic, just per sobre de Maharajadhiraja.
- Maharajadhiraja (o Maharajadhiraj): Gran Príncep de Prínceps, un títol honorífic, just per sobre de Sawai Maharaja Bahadur.
- Sawai Maharajà Bahadur: un títol honorífic, just per sobre de Sawai Maharaja (la paraula bahadur, originalment valent a Mongòlia, era sovint utilitzat per a un rang més elevat, i sawai és un grau i quart més elevat, és a dir, un pas per sobre de bahadur).
- Sawai Maharajà: un títol honorífic, just per sobre de Maharajà Bahadur.
- Maharajà Bahadur: un títol honorífic, just per sobre de Maharajà.

Hi va haver més títols compostos més simples en altres principats, com són: 
- Maharaja Chatrapati a Satara, una ciutat principal de l'imperi Maratha
- H.H. the Maharaj Rana de Jhalawar.
- Maharaja-i-Rajgan: Gran Príncep de Prínceps.
- Maharaja Sena Sahib Subah de Nagpur, un altre estat dels Maratha.

Alguns dinasties hindús fins i tot va arribar a utilitzar un estil únic, incloent-hi un terme que, com a tal, no és de rang principesc, per exemple, Maharajà Gaikwar de Baroda, Maharajà Scindia de Gwalior, Maharajà Holker d'Indore, tres de les cases regnants de més alt rang.

### Ús nobiliari i honorífic
Com Rajà i d'altres títols, Maharajà va ser repetidament atorgat a persones notables sense principat, com els zamindars.
- Un Rajà de Lambagraon, a Jagir (a Himachal Pradesh) que va servir dins l'exèrcit colonial, va rebre el títol personal, no hereditari, de Maharajà de Kangra-Lambagraon i una salutació personal d'once canonades. Cap d'aquests honors va ser heretat pel seu fill ni el seu hereu.
- A la majoria de reialmes musulmans del Principat d'Hyderabad, hi va haver un sistema d'ennoblir amb títols als Nizam de la cort, atorgant-los un rang específic sense estat que governar, diferent a la noblesa sense feu del Regne Unit. Els títols més elevats ostentats pels nobles hindús van ser Maharajà Bahadur i Maharajà, per sobre de Vant, Rajà Rai-i-Rayan Bahadur, Rajà Rai Bahadur, Rajà Bahadur, Rajà i Rai (el més baix). Pels seus equivalents musulmans hi va haver títols alternatius, sent els més elevats el de Jah i Umara. Per exemple el Diwan (Primer Ministre) Maharajà Sir Kishen Pershad, va tenir un títol de Maharajà.

### Títols derivats dels Prínceps de sang
Maharaj Kumar (o Maharajkumar) vol dir fill d'un Maharajà; l'equivalent femení és Maharaj Kumari (o Maharajkumari) per la filla d'un Maharajà.

## Món malai

### Indonèsia
En molts estats indonesis va començar a utilitzar-se quan l'arxipèlag encara era predominantment Hindú (Bali encara ho és) o Budista. Alguns van ser governats per un Maharajà, com Srivijaya iKutai Karta Negara (fins que el regne es va convertir a l'islam el 1565, quan es va adoptar el títol de Soldà). Encara es fan servir títols tradicionals en alguns membres d'aquesta dinastia, com és el cas de Pangeran Ratu.

### Malàisia
A la península Malàisia:
- Maharajà va ser el títol del monarca de l'estat de Johor a la península de malaia entre 1873 i 1885. El títol musulmà de Soldà, sovint considerat de més alt rang, va ser readoptat posteriorment i encara roman en ús.
- El títol Bendahara Seri Maharajà va ser utilitzat pel governant de Pahang (1623 - 1853 en la mateixa persona que el de Johor, arribant ser el feu de la família Bendahara), fins que el 6 d'agost de 1882, Tuanku Ahmad al-Muadzam Shah ibni al-Marhum Tun Ali va adoptar el títol de soldà.

Al nord de Borneo, el títol de Maharajah de Sabah i Rajah de Pulau Gaya i Sandakan va ser utilitzat entre el 29 de desembre de 1877 i el 26 d'agost de 1881 per Alfred Dent.

### Filipines
A les Filipines, concretament a Sulu, Maharajà (també escrit Maharajah) va ser un títol atorgat a prínceps de diverses subdivisions. Algunes parts de les illes filipines podien haver estat governades per líders de les comunitats com a Maharajah un cop sota els imperis Srivijaya i Majapahit.
Durant l'establiment del Sultanat aproximadament entre 1425 i 1450, el títol de Maharajà va ser, fins i tot, utilitzat pel Soldà de Sulu, és el cas del Maharajà Upo.

## Títols compostos
La paraula pot també formar part de títols utilitzats per la noblesa malaia.
- Maharajà Lela va ser el títol del governant de l'estat de Naning (fundat el 1641), fins que va ser annexat pels britànics a Malaca el 1832. Els més famosos van ser Bendahara Seri Maharaja Tun Mutahir de Malaca (executat el 1509) i Datuk Maharaja Lela Pandak Endut de Perak (executat el 1876).

El palau del Yang di-Pertuan Agong (principal governant federal electe) de l'actual Malàisia és anomenat Datuk Maharajà Lela Penghulu Istana Negara.

### Indonèsia

#### Aceh
El Maharajà també va formar part dels títols de la noblesa al Sultanat d'Aceh a Sumatra. En el passat el títol de Maharajà es donava al líder d'una família noble no governant i al Primer Ministre Maharajà Mangkubumi. L'últim Primer Ministre d'Aceh que va rebre el títol de Maharajà Mangkubumi, Habib Abdurrahman el Zahir, també va actuar com a ministre d'afers exteriors d'Aceh, però va ser deposat i exiliat a Jeddah per les autoritats colonials de la Companyia Holandesa de les Índies Orientals l'octubre de 1878.